# ماثيو روبنسون (لاعب كريكت)
ماثيو روبنسون (2 أبريل 1973 في المملكة المتحدة - ) (بالإنجليزية: Matthew Robinson)‏ هو لاعب كريكت بريطاني في مركز جناح ‏. لعب مع Ospreys (rugby union) ‏ ومنتخب ويلز الوطني لاتحاد الرغبي ونادي سوانزي للرغبي ‏.